# Publio Cornelio Dolabella (console 283 a.C.)
Publio Cornelio Dolabella (in latino: Publius Cornelius Dolabella; ... – 282 a.C.) è stato un politico romano, console della Repubblica romana.

## Biografia
È conosciuto per aver sconfitto i Boi nella Battaglia del lago Vadimone svolta nel 283 a.C.
Appiano di Alessandria attribuisce a lui, nel corso dello stesso anno (presumibilmente prima della battaglia di Vadimone) anche la vittoria contro i Senoni, comandati da Britomaris.
Sempre secondo Appiano, Dolabella venne ucciso nel 282 a.C. quando i Tarantini attaccarono e affondarono una piccola flotta di triremi sotto il comando dell'Ammiraglio Lucio Valerio Flacco. Si suppone che sia annegato, o sia stato fatto prigioniero e giustiziato in città.